# NRK Super
NRK Super est une chaîne de télévision publique norvégienne appartenant au groupe NRK. Cette chaîne ciblant les enfants et les adolescents voit le jour au moment du lancement de la télévision numérique terrestre, en 2007. Sa grille des programmes est constituée de dessins animés, d'émissions éducatives, de magazines et de jeux. NRK Super est diffusée sur le réseau hertzien et par satellite (bouquets Viasat et Canal Digital). Certaines de ses émissions peuvent être vues en catch-up TV sur internet.
Les premières émissions de NRK Super débutent le 1er décembre 2007, au moment du déploiement de la télévision numérique terrestre dans le pays. Diffusée de 7 heures du matin à 7 heures du soir, elle partage un même canal avec NRK3, chaîne consacrée aux jeunes adultes émettant en soirée et première partie de nuit (système initié en 2003 au Royaume-Uni avec CBBC Channel et BBC Three). La chaîne dispose d'un site internet, conçu spécialement pour être accessible aux plus jeunes, où certaines émissions peuvent être vues en différé. Les enfants peuvent également s'inscrire à des jeux en ligne, comme Superia ou Hundeparken, se créer un profil et discuter avec d'autres téléspectateurs.